# Manfried Weber
Manfried Weber (* 9. Juli 1937 in Mannheim) ist ein hessischer Politiker (SPD) und ehemaliger Abgeordneter des Hessischen Landtags.
Manfried Weber war von 1974 bis 1999 Schulleiter der Gesamtschule Aarbergen-Michelbach. 
Manfried Weber ist Mitglied der SPD. In seiner Partei war er in verschiedenen Vorstandsfunktionen tätig. Unter anderem war er langjähriger SPD-Vorsitzender im Rheingau-Taunus-Kreis. Kommunalpolitisch war er 26 Jahre Mitglied in der Gemeindevertretung Hünstettens und 33 Jahre gehörte er dem Kreistag an. Acht Jahre lang war er Vorsitzender des Kreistags. Von 1991 bis 1999 war er Landtagsabgeordneter. Dabei wurde er zweimal im Wahlkreis Rheingau-Taunus II gewählt.
Im Oktober 2008 wurde Manfried Weber mit dem Bundesverdienstkreuz am Bande ausgezeichnet. Er ist Ehrenvorsitzender des Arbeitskreises der hessischen Gesamtschul-Direktoren.